# Simona Švrčková
Simona Švrčková (* 1983) je česká tanečnice, účastnice televizní soutěže StarDance …když hvězdy tančí.

## Život
Švrčková je absolventkou Fakulty tělesné kultury na olomoucké Univerzitě Palackého. V roce 2007 plánovala pokračovat ještě ve studiu oboru zaměřeném na pedagogiku v mateřských školách. Od svých třinácti let se věnuje závodnímu tancování.
Účastnila se dvou ročníků soutěže StarDance …když hvězdy tančí. Prvně ve druhé řadě v roce 2007, kde byl jejím partnerem herec a hudebník Jiří Schmitzer, a vybojovali spolu třetí místo. Po jejich vyřazení se uskutečnila tisková konference, v jejímž závěru ji její partner Tomáš, s nímž byla ve vztahu již sedm let, požádal o ruku a od své vyvolené dostal kladnou odpověď. Původně nápadník plánoval požádat svou nastávající během přímého přenosu, avšak to nebylo možno z dramaturgického hlediska. Při své druhé účasti v taneční soutěži nastupovala v páté řadě v roce 2012 a jejím tanečním partnerem byl herec David Švehlík, s nímž vybojovala opět třetí místo.
K roku 2007 žila v Ostravě a v oblibě měla lyžování, bruslení, plavání a procházky se psy, které chová.